# Trinidad e Tobago ai Giochi della XIX Olimpiade
Trinidad e Tobago partecipò ai Giochi della XIX Olimpiade che si sono svolti a Città del Messico dal 12 al 27 ottobre 1968, con una delegazione di 19 atleti impegnati in cinque discipline: atletica leggera, ciclismo, nuoto,  sollevamento pesi e tiro. Portabandiera fu il ciclista Roger Gibbon, alla sua seconda olimpiade. Fu la quinta partecipazione di questo paese ai Giochi. Non fu conquistata alcuna medaglia.